# John Joseph Wynne

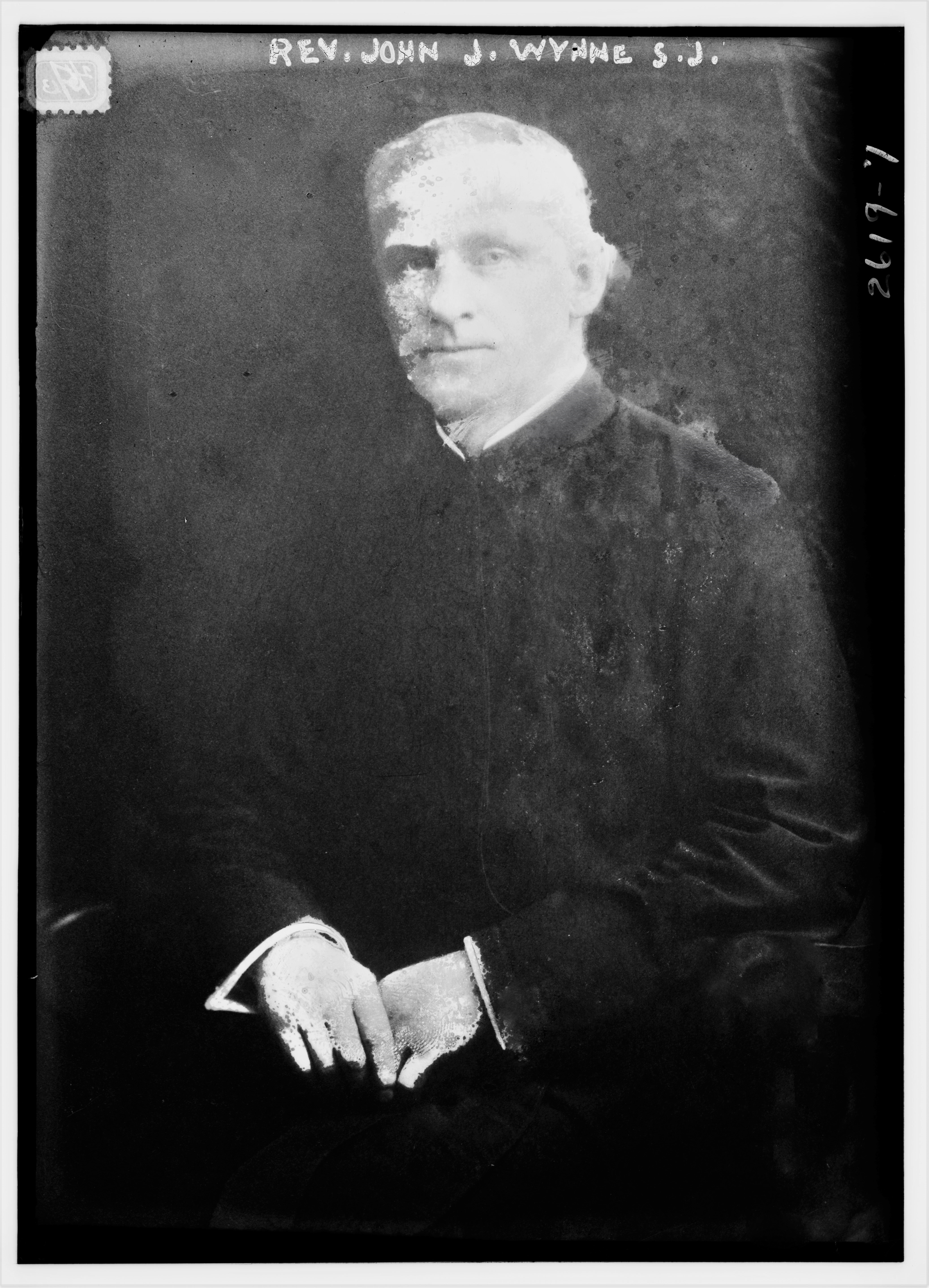
John Joseph Wynne

John Joseph Wynne SJ (* 30. September 1859 in New York City; † 30. November 1948 ebenda) war ein US-amerikanischer Jesuit und Schriftsteller.

## Leben
Wynne absolvierte 1870 seine Ausbildung an der Xavier High School in New York City  und erhielt 1876 seinen BA vom College derselben Institution. Er trat am 30. Juli 1876 in das Jesuitennoviziat in West Park ein. Von 1879 bis 1882  studierte er Philosophie am Woodstock College. Er lehrte Naturwissenschaften und Classics an seiner Alma Mater in New York (1882–1886) und Mathematik am Boston College (1886–1887). James Gibbons weihte ihn am 24. August 1890 zum Priester. Im Jahr 1891 trat Wynne der Redaktion  des Messenger of the Sacred Heart (New York) bei und war für die nächsten 17 Jahre dessen Herausgeber. 1923 wurde er zum stellvertretenden Postulator für die Anliegen Kateri Tekakwitha und der nordamerikanischen Märtyrer ernannt und führte diese Arbeit bis zur Seligsprechung der Märtyrer 1925 und Heiligsprechung 1930 fort. Die Katholische Universität von Amerika verlieh ihm den Ehrendoktor der STD (1926) als „ein hervorragender Apologet unseres Glaubens und Lebens“.

## Schriften (Auswahl)
- Kateri, Catharine Tegakwitha. Lily of the Mohawks. New York 1922, OCLC 847727386.
- Fifty years in conflict and triumph. New York 1927, OCLC 1014123737.
- mit Condé Benoist Pallen: The New Catholic dictionary. A complete work of reference on every subject in the life, belief, tradition, rites, symbolism, devotions, history, biography, laws, dioceses, missions, centers, institutions, organizaions, statistics of the church and her part in promoting science, art, education, social welfare, morals and civilization. London 1929, OCLC 796957437.
- The saint of the wilderness, St. Isaac Jogues. New York 1936, OCLC 17184389.